# Hochreit (Gemeinde Göstling)
Hochreit ist eine Ortschaft und in der Schreibweise Hochreith eine Katastralgemeinde der Gemeinde Göstling an der Ybbs im Bezirk Scheibbs in Niederösterreich.

## Siedlungsentwicklung
Zum Jahreswechsel 1979/1980 befanden sich in der Katastralgemeinde Hochreith insgesamt 94 Bauflächen mit 34.803 m² und 13 Gärten auf 18.870 m², 1989/1990 gab es 94 Bauflächen. 1999/2000 war die Zahl der Bauflächen auf 135 angewachsen und 2009/2010 bestanden 99 Gebäude auf 139 Bauflächen.

## Geschichte
Im Jahr 1822 wurde der Ort als Rotte mit 31 Häusern genannt, die nach Göstling eingepfarrt war, wohin auch die Kinder eingeschult wurden. Die Herrschaft Waidhofen besaß die Ortsobrigkeit, übte die Landgerichtsbarkeit aus, besorgte die Konskription und hatte die Grundherrschaft inne. Laut Adressbuch von Österreich waren im Jahr 1938 in der Ortsgemeinde Hochreit mehrere Landwirte mit Direktvertrieb ansässig.

## Bodennutzung
Die Katastralgemeinde ist landwirtschaftlich geprägt. 266 Hektar wurden zum Jahreswechsel 1979/1980 landwirtschaftlich genutzt und 842 Hektar waren forstwirtschaftlich geführte Waldflächen. 1999/2000 wurde auf 266 Hektar Landwirtschaft betrieben und 1.180 Hektar waren als forstwirtschaftlich genutzte Flächen ausgewiesen. Ende 2018 waren 270 Hektar als landwirtschaftliche Flächen genutzt und Forstwirtschaft wurde auf 1.167 Hektar betrieben. Die durchschnittliche Bodenklimazahl von Hochreith beträgt 18,3 (Stand 2010).